# Yasmin Fahimi
Yasmin Fahimi, née le 25 décembre 1967 à Hanovre, est une syndicaliste et femme politique allemande qui devient présidente de la Confédération allemande des syndicats en 2022.
De janvier 2014 à décembre 2015, elle est secrétaire générale du Parti social-démocrate (SPD),. De 2017 à 2022, Fahimi est membre du Bundestag.

## Jeunesse
Fahimi est née à Hanovre d'un père iranien, décédé dans un accident de la route avant sa naissance, et d'une mère allemande. Elle étudie la chimie à l'Université de Hanovre de 1989 à 1998.

## Début de carrière
Entre 1998 et 2014, Fahimi occupe diverses fonctions au sein du syndicat IG Bergbau, Chemie, Energie (de). Depuis 2012, elle est également fondatrice et membre du conseil d'administration de l'Innovationsforum Energiewende, un groupe réunissant des syndicats, des entreprises du secteur de l'énergie et des industries énergivores.

## Carrière politique
Fahimi est membre du Parti social-démocrate depuis 1986. Elle a été membre du conseil exécutif fédéral de l'organisation de jeunesse du parti.
Lors d'une conférence spéciale du parti le 26 janvier 2014, Fahimi a été élu avec 88,5 % des voix secrétaire général du SPD et succède à  Andrea Nahles. Fin 2015, elle est remplacée par Katarina Barley.
De 2016 à 2018, Fahimi a été secrétaire d'État au ministère fédéral du Travail et des Affaires sociales sous la responsabilité de la ministre Andrea Nahles. À ce titre, elle supervise les activités du ministère en matière de sécurité et de santé au travail, des personnes âgées et handicapées, la politique sociale et emploi international (y compris les relations avec l'Organisation internationale du travail).

### Députée au Parlement allemand
En 2017, Fahimi est élue députée au Parlement allemand lors des élections législatives de 2017. Elle est réélue en 2021. Au Bundestag, elle siège à la commission de l'éducation, de la recherche et de l'évaluation technique. En tant que membre adjointe de la commission des affaires étrangères, elle est rapporteure de son groupe parlementaire sur les relations avec l'Amérique latine, les Caraïbes, l'Espagne, le Portugal, l'Italie et Malte. En plus de ses missions en commission, elle préside à partir de 2018 le groupe d'amitié parlementaire germano-brésilien. Au sein du groupe parlementaire SPD, elle appartient à la gauche parlementaire (de), un groupe de députés représentant l'aile gauche du SPD au parlement.
Fahimi démissionne après son élection à la tête de la Confédération allemande des syndicats en janvier 2022. Daniela De Ridder la remplace au Bundestag.